# Oliwa
Oliwa je část polského Gdaňsku.
Známá je hlavně díky cisterciáckému klášteru v Olivě založenému roku 1186 vévodou Samborem I. von Pomerellen.
Nachází se zde také katedrála s bohatou barokní vnitřní výzdobou.
V letech 1763–1788 zde byly vystavěny varhany, pocházející z dílny Johanna Wulfa a Friedricha Rudolfa Dalitze. Jejich prospekt (přední, viditelná řada píšťal) ve stylu rokoka zhotovili v dílně sami místní cisterciáci. Zmínku o nich najdeme v písni Karla Kryla Varhany v Olivě/Ve jménu humanity.
Oliwou protéká Potok Oliwski (Jelitkovski).